# 木俣元一
木俣 元一（きまた もとかず、1957年10月 - ）は、日本の西洋建築史学者、名古屋大学名誉教授。西洋中世の建築が専門。

## 略歴
静岡県生まれ。1976年名古屋大学経済学部に入学、転部し、1980年名古屋大学文学部哲学科（美学美術史専門）卒業、1987年同大学院博士後期課程中退。1983年フランス政府給費留学生として、パリ第1大学博士課程中世考古学専攻に学び、1987年博士号取得、名古屋大学文学部美学美術史研究室助手、1991年助教授を経て、2004年教授となる。

## 著書
- 『シャルトル大聖堂のステンドグラス』中央公論美術出版 2003
- 『パリ中世の美と出会う旅』芸術新潮編集部編 新潮社(とんぼの本) 2008
- 『ゴシックの視覚宇宙』名古屋大学出版会 2013
- 『ゴシック新論──排除されたものの考古学』名古屋大学出版会 2022

### 共著
- 『図説 大聖堂物語 ゴシックの建築と美術』佐藤達生共著 河出書房新社(ふくろうの本), 2000
- 『フランスロマネスクを巡る旅』中村好文共著 新潮社(とんぼの本) 2004
- 『フランスゴシックを仰ぐ旅』都築響一共著 新潮社(とんぼの本) 2005
- 『ヨーロッパの中世 7  芸術のトポス』原野昇共著 岩波書店 2009
- 『西洋美術の歴史3　中世II　ロマネスクとゴシックの宇宙』小池寿子共著 中央公論新社 2017

### 共編
- 『古典主義再考I　西洋美術史における「古典」の創出』松井裕美共編 中央公論美術出版 2021
- 『古典主義再考II　前衛美術と「古典」』松井裕美共編 中央公論美術出版 2021

## 論文
- <木俣元一